# Il mediatore
Il mediatore (The Nickel Ride) è un film di Robert Mulligan del 1974.

## Trama
Cooper è un "mediatore", cioè sta a mezza strada fra crimine organizzato e polizia. I nuovi capi criminali però non hanno più bisogno dei suoi servizi e cercano di eliminarlo. Si nasconde in campagna, ma il sicario lo trova ugualmente.

## Critica
«Gangster-movie anomalo... finale, più marcatamente noir che gangster. Rallentato, psicologico, crepuscolare... uno dei pochissimi film di valore sull'argomento. In origine durava 106'» *** 